# Morti nel 1571
| Questa pagina contiene informazioni ricavate automaticamente dalle voci biografiche con l'ausilio del template Bio e di un bot. L'aggiornamento è periodico e automatico e ricostruisce completamente la pagina. Se manca una persona in questa lista, sei pregato di non aggiungerla, ma accertati piuttosto che la sua voce biografica contenga il template Bio e che i dati anagrafici siano correttamente compilati. Se il template Bio manca, inseriscilo tu stesso o, in alternativa, metti l'avviso {{tmp\|Bio}} che ne segnala la mancanza. Se i dati riportati sono sbagliati, correggi direttamente la voce biografica; le modifiche saranno visibili in questa lista entro pochi giorni. Per chiarimenti vedi il progetto biografie. La lista contiene solo le 79 persone che sono citate nell'enciclopedia e per le quali è stato implementato correttamente il template Bio. Pagina aggiornata al 10 ago 2025. |

## Gennaio(8)
- 1º gennaio - Virginia della Rovere, italiana (n. 1544)
- 2 gennaio - Gaspar de Zúñiga y Avellaneda, cardinale e arcivescovo cattolico spagnolo (n. 1507)
- 3 gennaio - Gioacchino II di Brandeburgo, nobile tedesco (n. 1505)
- 5 gennaio - Eucherio Sanvitale, vescovo cattolico italiano
- 9 gennaio - Nicolas Durand de Villegaignon, ammiraglio francese (n. 1510)
- 13 gennaio - Giovanni di Brandeburgo-Küstrin, nobile tedesco (n. 1513)
- 19 gennaio - Paris Bordon, pittore italiano (n. 1500)
- 28 gennaio - Anne Bourchier, nobile britannica (n. 1517)

## Febbraio(5)
- 12 febbraio - Nicholas Throckmorton, politico britannico (n. 1515)
- 13 febbraio - Benvenuto Cellini, scultore, orafo e scrittore italiano (n. 1500)
- 21 febbraio - Lodovico Castelvetro, filologo e critico letterario italiano (n. 1505)
- 23 febbraio - Andrea Calmo, commediografo, attore teatrale e poeta italiano
- 24 febbraio - Joachim Meyer, maestro di scherma svizzero (n. 1537)

## Marzo(7)
- 14 marzo - Giovanni II d'Ungheria, nobile ungherese (n. 1540)
- 15 marzo - Aben Aboo, rivoluzionario spagnolo
- 15 marzo - Carlo Grassi, cardinale e vescovo cattolico italiano (n. 1519)
- 20 marzo - Giovanni Animuccia, compositore italiano
- 20 marzo - Lionello II Pio di Savoia, politico (n. 1477)
- 21 marzo - Hans Asper, pittore svizzero (n. 1499)
- 21 marzo - Odet de Coligny, cardinale e vescovo cattolico francese (n. 1517)

## Aprile(1)
- 2 aprile - Pedro Afán de Ribera, duca (n. 1509)

## Maggio(3)
- 4 maggio - Pierre Viret, teologo francese (n. 1511)
- 24 maggio - William Graham, II conte di Montrose, nobile e politico scozzese (n. 1492)
- 24 maggio - Flaminio Paleologo, militare italiano (n. 1518)

## Giugno(4)
- 4 giugno - Sigismondo Arquer, giurista e letterato spagnolo (n. 1530)
- 7 giugno - Francesco Corteccia, compositore e organista italiano (n. 1502)
- 7 giugno - Alessandro Pallantieri, funzionario italiano (n. 1505)
- 20 giugno - Agostino Baglione, vescovo cattolico italiano

## Luglio(6)
- 4 luglio - Ujiie Naotomo, militare giapponese (n. 1512)
- 6 luglio - Mōri Motonari, militare giapponese (n. 1497)
- 15 luglio - Shimazu Takahisa, militare giapponese (n. 1514)
- 25 luglio - Marcantonio Giustinian, editore, tipografo e ambasciatore italiano (n. 1516)
- 30 luglio - Cesare Moncada, nobile e politico italiano
- 31 luglio - Francesco Ferdinando d'Avalos, nobile e politico italiano (n. 1530)

## Agosto(5)
- 4 agosto - Astorre II Baglioni, condottiero italiano (n. 1526)
- 4 agosto - Alvise Martinengo, nobile e militare italiano (n. 1522)
- 5 agosto - Giannotto Castiglioni, militare italiano
- 8 agosto - Pompeo Zambeccari, vescovo cattolico e diplomatico italiano (n. 1518)
- 17 agosto - Marcantonio Bragadin, politico e militare italiano (n. 1523)

## Settembre(1)
- 4 settembre - Matthew Stuart, nobile scozzese (n. 1516)

## Ottobre(7)
- 7 ottobre - Dorotea di Sassonia-Lauenburg, regina (n. 1511)
- 7 ottobre - Müezzinzade Alì Pascià, ammiraglio turco
- 7 ottobre - Mehmet Shoraq, ammiraglio turco (n. 1525)
- 9 ottobre - Agostino Barbarigo, ammiraglio italiano (n. 1516)
- 13 ottobre - Polissena di San Macario, italiana
- 21 ottobre - Hōjō Ujiyasu, militare giapponese (n. 1515)
- 27 ottobre - William Parr, I marchese di Northampton, nobile britannico (n. 1513)

## Novembre(4)
- 10 novembre - Jérôme Souchier, abate e cardinale francese (n. 1508)
- 13 novembre - Marfa Vasil'evna Sobakina, russa (n. 1552)
- 24 novembre - Jan Blahoslav, umanista, linguista e compositore ceco (n. 1523)
- 26 novembre - Lorenzo Lenzi, vescovo cattolico, diplomatico e letterato italiano (n. 1516)

## Dicembre(3)
- 3 dicembre - Ascanio della Corgna, nobile e condottiero italiano (n. 1514)
- 14 dicembre - Lorenzo Strozzi, cardinale, arcivescovo cattolico e abate italiano (n. 1523)
- 16 dicembre - Gasparo Duiffopruggar, liutaio tedesco (n. 1514)

## Senza giorno specificato(25)
- Abdul Jalil Shah I di Johor, sovrano malese (n. 1562)
- Giovanni Francesco Bezzi, pittore italiano (n. 1530)
- Pompeo Cesura, pittore, incisore e scultore italiano
- Aurelio Natale Cicuta, pastore protestante italiano
- Antonio Conte, ingegnere italiano
- Gabriel de la Cueva, generale e duca spagnolo
- Francesco Da Collo, diplomatico italiano
- Nicolò dell'Abate, pittore italiano
- Georg Fabricius, poeta e umanista tedesco (n. 1516)
- Orazio Fontana, ceramista italiano (n. 1510)
- Ottaviano Fregoso, condottiero italiano
- Gasparro Fuscolillo, storico e religioso italiano
- Baldassarre Lanci, ingegnere militare, architetto e inventore italiano (n. 1510)
- Marco Lauro, vescovo cattolico italiano
- Tristan de Luna y Arellano, esploratore spagnolo (n. 1519)
- Juan de Mal Lara, scrittore spagnolo (n. 1524)
- Maso da San Friano, pittore italiano (n. 1531)
- Bartolomeo Maranta, fisico e botanico italiano (n. 1500)
- Bartolomeo Neroni, pittore e scultore italiano
- Lambert van Noort, pittore belga (n. 1520)
- Andrés de Olmos, linguista e missionario spagnolo
- Robert Parsons, compositore e cantore inglese
- Setthathirat I, sovrano laotiano (n. 1534)
- Titu Cusi Yupanqui, imperatore inca (n. 1535)
- Anton van den Wyngaerde, cartografo e disegnatore fiammingo (n. 1525)